# Selliguea feeoides
Selliguea feeoides är en stensöteväxtart som beskrevs av Edwin Bingham Copeland. Selliguea feeoides ingår i släktet Selliguea och familjen Polypodiaceae. Inga underarter finns listade.